# Liste des Green Lantern
Le Corps des Green Lantern possède 7 200 soldats, dont deux Lantern pour chaque secteur. Hal Jordan,Guy Gardner, John Stewart et Kyle Rayner sont les personnages les plus associés avec le groupe. Mais il existe beaucoup d'autres membres qui sont apparus dans les comics de DC Comics. 
Alan Scott, le Green Lantern de Terre-2, ne fait pas partie du Corps.
Voici la liste des membres du Green Lantern Corps :

## Les Green Lantern du secteur 2814
Ce sont les Green Lantern qui protègent le secteur de la Terre. 
- Abin Sur
- Guy Gardner
- Hal Jordan
- Jade
- John Stewart
- Jong Li
- Kyle Rayner
- Rond Vidar
- Simon Baz
- Yalan Gur
- James Carter
- Jessica Cruz

## Les Green Lantern extra-terrestres
La liste suivante identifie les principaux Green Lantern extra-terrestres qui sont apparus dans les comics.
- Asi-Pak-Glif
- B'Shi
- Ch'p
- G'nort
- Jack T. Chance
- Katma Tui
- Ke'Haan
- Kilowog
- Medphyll
- Mogo
- Rot Lop Fan
- Salakk
- Sinestro
- Sodam Yat
- Xax

## Autres Green Lantern
- Aa
- Adam
- Adara
- Adellca
- Alisand'r of Tamaran
- Amanita
- Amnee Pree
- Ania Savenlovich
- Archon Z'gmora
- Ares Bandet
- Ard Rennat
- Arisia
- Arkkis Chummuck
- AR-N-O-K
- Ash
- Ayria
- B'dg
- Barin
- Breeon
- Brik
- Boodika
- Cary Wren
- Charley Vicker
- Charqwep
- Chaselon
- Cundiff Cood
- Dalor
- Diamalon
- Dob Zagil
- Driq
- Droxelle
- Eddore
- Flodo Span
- Galius Zed
- Graf Toren
- Green Man
- Hannu
- Hollika Rahn
- Isamot Kol
- K'ryssma
- Kaylark
- Khen-To
- Kreon
- Krista
- Laira
- Larvox
- Lin Canar
- Lysandra
- Mardin
- Matoo Pree
- Meadlux
- Olapet
- Pathavim Seth-Ottarak
- Percival
- Raker Qarrigat
- Reemuz
- Salakk
- Selaya
- Sevarg Leinad
- Shilandra Thane
- Skr'kl
- Spol
- Squagga
- Stel
- Symon Terrynce
- Soranik Natu
- Sojourner "Jo" Mullein[1]
- Tomar-Re
- Tomar-Tu
- Tomy-Fai
- Torquemada
- Vath Sarn
- Vidar/Universo
- Waverly Sayre
- Wylxa
- Xarathus
- Xax
- Xax II